# Yaverlandia
Yaverlandia bitholus
Genre
Espèce
Yaverlandia est un genre éteint de petits dinosaures, connu que par un seul crâne. Lors de sa création en 1971, il a été décrit comme un pachycéphalosaure. Depuis 2008, à la suite d'une étude de Darren Naish, il est considéré comme appartenant au sous-ordre de théropodes, et possiblement au clade des Maniraptora.
Il a été découvert en Angleterre dans l'île de Wight dans des sédiments du Barrémien (Crétacé inférieur).

## Étymologie
Son nom vient du lieu de découverte : la pointe de Yaverland dans l'île de Wight.

## Description
Ce genre est représenté par une seule espèce : Yaverlandia bitholus. La taille de l'animal est estimée à environ 90 centimètres de long pour 60 centimètres de haut.